# Guerpont
Guerpont és un municipi francès situat al departament del Mosa i a la regió del Gran Est. L'any 2007 tenia 263 habitants.

## Demografia

### Població
El 2007 la població de fet de Guerpont era de 263 persones. Hi havia 114 famílies, de les quals 32 eren unipersonals (8 homes vivint sols i 24 dones vivint soles), 33 parelles sense fills, 37 parelles amb fills i 12 famílies monoparentals amb fills.
La població ha evolucionat segons el següent gràfic:
Habitants censats

### Habitatges
El 2007 hi havia 122 habitatges, 112 eren l'habitatge principal de la família, 2 eren segones residències i 8 estaven desocupats. 114 eren cases i 8 eren apartaments. Dels 112 habitatges principals, 99 estaven ocupats pels seus propietaris, 12 estaven llogats i ocupats pels llogaters i 1 estava cedit a títol gratuït; 1 tenia una cambra, 3 en tenien dues, 12 en tenien tres, 23 en tenien quatre i 72 en tenien cinc o més. 75 habitatges disposaven pel capbaix d'una plaça de pàrquing. A 37 habitatges hi havia un automòbil i a 61 n'hi havia dos o més.

### Piràmide de població
La piràmide de població per edats i sexe el 2009 era:
| Homes | Edats   | Dones |
| ----- | ------- | ----- |
| 0     | 95 o +  | 0     |
| 0     | 90 a 94 | 0     |
| 4     | 85 a 89 | 8     |
| 0     | 80 a 84 | 0     |
| 4     | 75 a 79 | 8     |
| 4     | 70 a 74 | 8     |
| 4     | 65 a 69 | 4     |
| 4     | 60 a 64 | 4     |
| 20    | 55 a 59 | 8     |
| 16    | 50 a 54 | 16    |
| 16    | 45 a 49 | 24    |
| 4     | 40 a 44 | 12    |
| 12    | 35 a 39 | 4     |
| 16    | 30 a 34 | 16    |
| 4     | 25 a 29 | 4     |
| 8     | 20 a 24 | 0     |
| 20    | 15 a 19 | 12    |
| 0     | 10 a 14 | 12    |
| 8     | 5 a 9   | 8     |
| 12    | 0 a 4   | 4     |

## Economia
El 2007 la població en edat de treballar era de 173 persones, 135 eren actives i 38 eren inactives. De les 135 persones actives 130 estaven ocupades (66 homes i 64 dones) i 5 estaven aturades (2 homes i 3 dones). De les 38 persones inactives 15 estaven jubilades, 13 estaven estudiant i 10 estaven classificades com a «altres inactius».

### Ingressos
El 2009 a Guerpont hi havia 114 unitats fiscals que integraven 283 persones, la mediana anual d'ingressos fiscals per persona era de 18.915 €.

### Activitats econòmiques
Dels 5 establiments que hi havia el 2007, 1 era d'una empresa alimentària, 2 d'empreses de fabricació d'altres productes industrials, 1 d'una empresa de construcció i 1 d'una empresa d'informació i comunicació.
L'únic servei als particulars que hi havia el 2009 era una fusteria.
L'únic establiment comercial que hi havia el 2009 era una fleca.
L'any 2000 a Guerpont hi havia 3 explotacions agrícoles.

## Equipaments sanitaris i escolars
El 2009 hi havia una escola elemental.

## Poblacions més properes
El següent diagrama mostra les poblacions més properes.